# Sonic Rivals 2
Sonic Rivals 2 ist ein Action-Rennspiel, das von Backbone Entertainment und Sega Studio USA entwickelt und von Sega am 13. November 2007 in Nordamerika und am 7. Dezember 2007 in Europa exklusiv für PlayStation Portable veröffentlicht wurde.
Im Spiel treten verschiedene Charaktere der Sonic-Serie in 2½D-Leveln gegeneinander an und haben je nach Charakterwahl festgelegte Rivalen, die es für Spielfortschritt zu schlagen gilt. Der Kern des Spiels liegt also darin, die Level und Bosskämpfe möglichst schnell zu absolvieren.
Der direkte Vorgänger ist Sonic Rivals (2006), welcher im Vorjahr ebenfalls für PlayStation Portable erschien.

## Handlung
Nachdem immer mehr der kleinen Chao spurlos verschwinden, gehen Sonic und Tails den Fällen auf den Grund. Die Spuren führen sie in ein verfluchtes Anwesen, in dem Dr. Eggman die entführten Chao gefangen hält. Er plant, die Chao mit Hilfe einer anderen Dimension in ein unbesiegbares Wesen namens Ifrit zu verwandeln, welches für ihn schließlich die Welt erobern soll. Doch um das Tor zu Ifrits Dimension zu öffnen, benötigt Dr. Eggman die sieben Chaos Emeralds und hat bereits unter geheimer Identität Rouge the Bat damit beauftragt, diese zu finden. Als der Master Emerald verschwindet, verbünden sich Knuckles und Rouge, um alle Emeralds gemeinsam aufzuspüren.
Auch Silver the Hedgehog aus der Zukunft kehrt zurück in die Gegenwart. Er berichtet, dass in seiner Zeit nun alles von Ifrit zerstört wurde und er zurückgereist ist, um Ifrit daran zu hindern und so die Ereignisse und beide Zeitlinien vor der Zerstörung zu bewahren. Espio the Chameleon von Team Chaotix, welcher ebenfalls bezüglich der Chao-Entführungen ermittelt, verdächtigt Silver zunächst, etwas damit zu tun zu haben. Doch nachdem sich das aufklärt, tun sich Silver und Espio zusammen.
Shadow the Hedgehog trifft auf Metal Sonic, über den Dr. Eggman auch fernsprechen kann. Dr. Eggman erklärt Shadow, dass es sich bei den Chao-Entführer, der Ifrit beschwören will, erneut um seinen Nachfahren aus der Zukunft, Dr. Eggman Nega, der sich als Gegenwarts-Eggman ausgibt, handelt. Dieser habe durch die Forschungen von Professor Gerald Robotnik von Ifrit erfahren, woraufhin sich Shadow mit Metal Sonic zusammenschließt.
Sonic, Tails, Knuckles, Rouge, Silver, Espio, Shadow und Metal Sonic kommen letztendlich alle in Dr. Eggman Negas Anwesen zusammen. Obwohl Rouge nur sechs der sieben Chaos Emeralds gesammelt hat, öffnet sich das Tor zu Ifrits Dimension. Um Ifrit zu beschwören, verwandelt er Metal Sonic in Metal Sonic 3.0. Ifrit erscheint und kann ebenso wie Metal Sonic 3.0 besiegt werden, doch Shadow, Metal Sonic und Dr. Eggman Nega gelangen in Ifrits düstere Dimension und bleiben dort gefangen. Es zeigt sich, dass der siebte Chaos Emerald in Metal Sonics Metallkörper versteckt wurde. Diesen kann Shadow nutzen, um mittels Chaos Control mit Metal Sonic in seine Dimension zurückzureisen und nur Dr. Eggman Nega in Ifrits Dimension zurückzulassen. Schließlich kehrt Frieden ein: Alle Chao werden gerettet, Knuckles findet seinen Master Emerald und Silver kehrt in seine Zeit zurück.

## Gameplay
In Sonic Rivals 2 übernimmt der Spieler wahlweise die Kontrolle über den blauen Igel Sonic, den zweischwänzigen Fuchs Tails, den roten Echidna Knuckles, die Schatzjäger-Fledermaus Rouge, den dunklen Igel Shadow, Dr. Eggmans Sonic-Roboterebenbild Metal Sonic, den Zeitreisenden Silver oder Team-Chaotix-Mitglied Espio in einem 2½D-Rennspiel, in denen die Charaktere gegen vorgegebene Rivalen darin antreten, das jeweilige Level oder den Bosskampf zuerst zu beenden, wobei alle acht Charaktere über ein weitestgehend identisches Moveset und Fähigkeiten verfügen.
Neben dem Storymodus, in dem man die Storystränge aus Sicht der Teams Sonic und Tails, Knuckles und Rouge, Shadow und Metal Sonic sowie Silver und Espio erlebt, gibt es einen Freeplay-Modus, der sich auf die reinen Rennen in den Leveln fokussiert und man zusätzlich versteckte Chao finden kann. Im Battle-Modus können Mehrspieler-Duelle mit anderen Spielern ausgetragen werden, hinzu kommt der Cup-Circuit-Modus, in dem man um bestimmte Pokale gegen seine Mitstreiter antritt. Alle Charaktere verfügen beim Springen über die Spin Attack, mit der viele Gegner bei Berührung besiegt werden können. Wenn man mit dem Steuerkreuz nach unten die Spielfigur ducken lässt und dann die Sprungtaste betätigt und loslässt, kann sie mit dem Spin Dash aus dem Stand schnell mit der Spin Attack nach vorne preschen. Mit der Sprungtaste in der Luft kann die Homing Attack ausgeführt werden, mit der die Spielfigur direkt auf Gegner in unmittelbarer Nähe zusteuert und der Air Boost, der ebenfalls auf der Sprungtaste ausgeführt wird, bringt die Spielfigur blitzschnell an einer Reihe von Ringen vorwärts (vergleichbar mit dem Light Dash). Neu im Vergleich zum Vorgänger ist der Signature Move, der ausgeführt werden kann, wenn das Signature Meter durch Sammeln von Ringen oder Besiegen von Gegnern komplett aufgefüllt wurde.
Bei Berührung können die goldenen Ringe eingesammelt werden; Nimmt die Spielfigur Schaden, verliert sie die Ringe. Nimmt die Spielfigur Schaden, ohne Ringe zu besitzen, fällt in einen tödlichen Abgrund oder wird zerquetscht, wird sie zurückgesetzt. Es gibt zwar kein Extraleben-System, jedoch kann der Rivale weiterrennen und dementsprechend den Spieler einholen, überholen oder abhängen. In den Itemboxen kann sich ein helfendes Item wie Ringe, ein Magnet, Sterne oder Warpröhren befinden oder ein für den Gegner störendes Item wie Stacheln oder Gegenwind. Zudem können im Spiel bis zu 150 Spielkarten gefunden oder verdient werden, die über den Menüpunkt Card Collection einsehbar sind und Charaktere, Gegner oder Gegenstände dieses oder früherer Sonic-Spiele darstellen.

### Level
Das Spiel besteht aus sechs Zonen (Blue Coast Zone, Sunset Forest Zone, Neon Palace Zone, Frontier Canyon Zone, Mystic Haunt Zone und Chaotic Inferno Zone) mit regulär vier Acts, die als Level definiert werden können. Dabei stellen der erste und dritte Act einer Zone immer ein Rennen dar, der zweite Act einen direkten Kampf der Teampartner und im Anschluss nach dem dritten Act folgt ein Bosskampf gegen Dr. Eggman und eine seiner tödlichen Maschinen, der als vierter Act angesehen werden kann. Jede Zone hat dabei ihre eigene Thematik, Aussehen und Gegner-Vielfalt.
| Nr. | Zone                 | Acts | Bosskämpfe  |
| --- | -------------------- | ---- | ----------- |
| 1   | Blue Coast Zone      | 4    | Egg Liner   |
| 2   | Sunset Forest Zone   | 4    | Egg Crawler |
| 3   | Neon Palace Zone     | 4    | Egg Dealer  |
| 4   | Frontier Canyon Zone | 4    | Egg Bull    |
| 5   | Mystic Haunt Zone    | 4    | Egg Phantom |
| 6   | Chaotic Inferno Zone | 4    | Ifrit       |

## Synchronisation
Da Sonic Rivals 2 nicht in Japan entwickelt wurde und auch nicht in Japan erschienen ist, gibt es auch keine japanische Sprachausgabe für dieses Spiel, sondern ausschließlich eine englischsprachige Synchronisation. Dabei kommen dieselben Synchronsprecher zum Einsatz wie beim Vorgänger Sonic Rivals (2006).
| Synchronsprecher in Sonic Rivals 2 | Synchronsprecher in Sonic Rivals 2 | Synchronsprecher in Sonic Rivals 2 |
| Figur im Spiel                     | Englischer Synchronsprecher        |                                    |
| ---------------------------------- | ---------------------------------- | ---------------------------------- |
| Sonic the Hedgehog                 | Jason Anthony Griffith             |                                    |
| Shadow the Hedgehog                | Jason Anthony Griffith             |                                    |
| Miles Tails Prower                 | Amy Palant                         |                                    |
| Knuckles the Echidna               | Dan Green                          |                                    |
| Vector the Crocodile               | Dan Green                          |                                    |
| Espio the Chameleon                | David Wills                        |                                    |
| Silver the Hedgehog                | Pete Capella                       |                                    |
| Rouge the Bat                      | Kathleen Delaney                   |                                    |
| Dr. Eggman                         | Mike Pollock                       |                                    |
| Dr. Eggman Nega                    | Mike Pollock                       |                                    |

## Neuveröffentlichungen
Es existieren zwei verschiedene Bundles mit Sonic Rivals 2 für PlayStation Portable. Das Sega Fun Pak enthält Sonic Rivals 2 sowie Sega Genesis Collection (in Europa unter dem Namen Sega Mega Drive Collection bekannt) und erschien im Jahre 2009 in Nordamerika. Das Double Rivals Attack Pack! enthält Sonic Rivals sowie Sonic Rivals 2 und erschien im Jahre 2011 exklusiv in den USA.
| Name                       | Inhalt                                  | Releasedatum | Region      | System               |
| -------------------------- | --------------------------------------- | ------------ | ----------- | -------------------- |
| Sega Fun Pak               | Sonic Rivals 2, Sega Genesis Collection | 2009         | Nordamerika | PlayStation Portable |
| Double Rivals Attack Pack! | Sonic Rivals, Sonic Rivals 2            | 2011         | USA         | PlayStation Portable |

## Rezeption
Sonic Rivals 2 erhielt gemischte Wertungen, die im Schnitt im Regelfall die Wertungen des vorangegangenen Sonic Rivals (2006) untertrafen. Zwar wurde die optisch schnelle und ansprechende, grafische Präsentation gelobt, doch Kritik gab es für zu simple Level und stets zu frustrierende, spaßbremsende Bosskämpfe.

„Vielleicht sind die Jungs von Backbone Entertainment ja nette Leute – ich kann sie aber nicht ausstehen. Drei uninspirierte Death jr.-Teile gehen auf ihre Kappe, jetzt liefern die Wiederholungstäter den mittelprächtigen Nachfolger zu Sonic Rivals ab. Das Grundkonstrukt ist identisch zum Vorgänger: Ihr saust durch 2D-Levels (nur die Grafik ist 3D) und versucht, vor Eurem Rivalen ans Ziel zu kommen. Zwischendrin lockern Bossfights das Geschehen auf. Neu sind die Mario Bros.-inspirierten Versus-Kämpfe – wegen lahmer Attacken und unverständlicher Tode werten sie das Spiel aber nicht auf. Beim Rest gilt noch mehr als bei Teil 1: Unfaire Gegner und frustige Stellen torpedieren die rasante Hatz.“